# Read All About It (canção)
"Read All About It" é uma canção do rapper britânico Professor Green, gravada para o seu segundo álbum de estúdio At Your Inconvenience. Contém a participação da cantora escocesa Emeli Sandé, sendo composta por Stephen Manderson, TMS, Iain James, e produzida por TMS e iSHi. Lançada digitalmente a 21 de outubro, serviu como single de avanço do disco. 

## Faixas e formatos
A versão digital de "Read All About It" foi lançada em formato EP que contém quatro faixas, com uma duração total de dezoito minutos e quarenta e um segundos.
| EP digital     |                                                       |         |  |
| N.º            | Título                                                | Duração |  |
| 1.             | "Read All About It" (com Emeli Sandé)                 | 3:55    |  |
| 2.             | "Read All About It" (instrumental)                    | 3:54    |  |
| 3.             | "Read All About It" (Cahill Remix) (com Emeli Sandé)  | 6:21    |  |
| 4.             | "Read All About It" (Nu:Tone Remix) (com Emeli Sandé) | 5:11    |  |
| Duração total: | Duração total:                                        | 18:41   |  |

## Desempenho nas tabelas musicais

### Posições
| Tabela musical (2011)              | Melhor posição |
| ---------------------------------- | -------------- |
| Escócia - Scottish Singles Chart   | 1              |
| Irlanda - IRMA                     | 2              |
| Reino Unido - UK Singles Chart     | 1              |
| Reino Unido - UK R&B Singles Chart | 1              |

## Histórico de lançamento
| País        | Data                  | Formato    | Editora discográfica |
| ----------- | --------------------- | ---------- | -------------------- |
| Irlanda     | 21 de Outubro de 2011 | EP digital | Virgin               |
| Reino Unido | 21 de Outubro de 2011 | EP digital | Virgin               |